# Пам'є (округ)
Округ Пам'є (фр. Arrondissement de Pamiers) — округ у Франції, в департаменті Ар'єж. 2023 року округ об'єднував 91 муніципалітет, населення становило 65 324 особи.
Адміністративний центр (супрефектура) — Пам'є.

## Муніципалітети
Список муніципалітетів округу та їхні коди INSEE:
1. Арвінья (09022)
2. Безак (09056)
3. Белеста (09047)
4. Беллок (09048)
5. Бенаг (09050)
6. Бенекс (09051)
7. Бессе (09052)
8. Боннак (09060)
9. Брі (09067)
10. Валь (09323)
11. Вів'є (09341)
12. Вільнев-д'Ольм (09336)
13. Вільнев-дю-Пареаж (09339)
14. Годьє (09132)
15. Ден (09107)
16. Дрей (09106)
17. Ег-Вів (09002)
18. Ензан (09319)
19. Есклань (09115)
20. Ескосс (09116)
21. Есплас (09117)
22. Жустіньяк (09146)
23. Ільят (09142)
24. Казаль-де-Беле (09089)
25. Камон (09074)
26. Канте (09076)
27. Карла-де-Рокфор (09080)
28. Кутан (09102)
29. Ла-Бастід-де-Бузіньяк (09039)
30. Ла-Бастід-де-Лордат (09040)
31. Ла-Бастід-сюр-л'Е (09043)
32. Ла-Тур-дю-Кріє (09312)
33. Лабатю (09147)
34. Лавелане (09160)
35. Лагард (09150)
36. Лапенн (09153)
37. Ларок-д'Ольм (09157)
38. Ле-Верне (09331)
39. Ле-Карларе (09081)
40. Ле-Пейрат (09229)
41. Ле-Пюжоль (09238)
42. Л'Егійон (09003)
43. Лез-Іссар (09145)
44. Лейшер (09166)
45. Лембрассак (09169)
46. Леран (09161)
47. Лескусс (09163)
48. Леспарру (09165)
49. Ліссак (09170)
50. Людьє (09175)
51. Льєрак (09168)
52. Мадьєр (09177)
53. Мазер (09185)
54. Малегуд (09178)
55. Манс (09180)
56. Мірпуа (09194)
57. Монбель (09200)
58. Монсегюр (09211)
59. Монто (09199)
60. Монферріє (09206)
61. Мулен-Неф (09213)
62. Нальзан (09215)
63. Пам'є (09225)
64. Перей (09227)
65. Прадетт (09233)
66. Регат (09243)
67. Рессак (09242)
68. Р'єкрос (09244)
69. Рокфіксад (09249)
70. Рокфор-ле-Каскад (09250)
71. Румангу (09251)
72. Саверден (09282)
73. Сен-Віктор-Рузо (09276)
74. Сен-Жан-д'Ег-Вів (09262)
75. Сен-Жан-дю-Фальга (09265)
76. Сен-Жульєн-де-Гра-Капу (09266)
77. Сен-Кантен-ла-Тур (09274)
78. Сен-Кірк (09275)
79. Сен-Мартен-д'Уайд (09270)
80. Сен-Мішель (09271)
81. Сен-Фелікс-де-Турнегат (09259)
82. Сент-Амаду (09254)
83. Сент-Фуа (09260)
84. Сотель (09281)
85. Табр (09305)
86. Теє (09309)
87. Тремуле (09315)
88. Труа-д'Ар'єж (09316)
89. Туртроль (09314)
90. Фугакс-е-Барринеф (09125)